# Damion James
Damion Marquez Williams James (Hobbs, 7 de octubre de 1987) es un jugador de baloncesto estadounidense cuyo último equipo fueron los Vaqueros de Bayamón del Baloncesto Superior Nacional de Puerto Rico. Con 2,01 metros de estatura, juega en la posición de alero.

## Trayectoria deportiva

### High School
En su año sénior en el Instituto Nacogdoches, James promedió 23.5 puntos, 15.2 rebotes, 5.2 tapones, 4.3 asistencias y 2.5 robos de balón por partido, y fue nombrado Jugador del Año Gatorade del estado de Texas.

### Universidad
James jugó al baloncesto en la Universidad de Texas en Austin durante cuatro años con los Longhorns. En su primera campaña disputó los 35 partidos como titular, y finalizó como quinto máximo anotador del equipo con 7.6 puntos por partido, segundo en rebotes con 7.2, y tercero en tapones con 42 en total. En su segundo año firmó 13.2 puntos y 10.3 rebotes por encuentro y fue seleccionado en el segundo mejor quinteto de la Big 12 Conference por los entrenadores y en el mejor equipo del torneo de la conferencia de 2008. En sus dos últimas temporadas en los Longhorns, James promedió 15.4 puntos y 9.2 rebotes, y 18 puntos y 10.3 rebotes, respectivamente. Fue incluido en el segundo mejor quinteto de la Big 12 en 2009. En su año sénior formó parte del tercer equipo del All-America por Associated Press y en el mejor equipo de su conferencia.

### Profesional
James fue seleccionado en la 24.ª posición del Draft de la NBA de 2010 por Atlanta Hawks, aunque fue traspasado inmediatamente a New Jersey Nets por los derechos de Jordan Crawford (27.ª elección) y Tibor Pleiß (31.ª elección).

## Estadísticas de su carrera en la NBA

### Temporada regular
| Año     | Equipo      | PJ | PT | MPP  | %TC  | %3P  | %TL   | RPP | APP | ROB | TPP | PPP |
| ------- | ----------- | -- | -- | ---- | ---- | ---- | ----- | --- | --- | --- | --- | --- |
| 2010-11 | New Jersey  | 25 | 9  | 16.1 | .447 | .000 | .643  | 3.4 | .8  | .6  | .5  | 4.4 |
| 2011-12 | New Jersey  | 7  | 7  | 24.3 | .371 | .000 | .667  | 4.7 | .4  | 1.0 | 1.0 | 4.9 |
| 2012-13 | Brooklyn    | 2  | 0  | .0   | .000 | .000 | .000  | .5  | .0  | .0  | .0  | .0  |
| 2013-14 | San Antonio | 5  | 1  | 10.0 | .222 | .000 | 1.000 | 2.4 | .6  | .0  | .2  | 1.2 |
| Total   | Total       | 39 | 17 | 16.0 | .415 | .000 | .667  | 3.4 | .7  | .6  | .5  | 3.8 |